# Venushår-familien
Venushår-familien (Pteridaceae) er en stor familie i Engelsød-ordenen (Polypodiales). Familien har 15-16 slægter med i alt over 750 arter og forekommer i varmere egne over hele verden. Nogle dyrkes son haveplanter i Danmark mens andre er hyppige stueplanter, især arter fra Venushår-slægten. En art (Persillebregne) fra Persillebregne-slægten forekommer dog i Skandinavien, undtagen Danmark og Færøerne, i op til 1600 meters højde.
Arter i familien har krybende eller oprette jordstængler, or gror fortrinsvis på jorden eller på klippe. Bladene er næsten altid sammensatte og sporehusgrupperne er linjeformede langs bladkanten. Disse bregner er ofte små og/eller spinkle af bygning.
| Slægter |

- Venushår-slægten (Adiantum)
- Persillebregne-slægten (Cryptogramma)

## Rødlistede arter
- Hecistopteris pinnatifida
- Sinopteris albofusca[1]

## Note
1. ↑  IUCNs rødliste over planter